# Симон ван дер Влюхт
Симон ван дер Влюхт (на английски: Simone van der Vlugt l; родена 15 декември 1966) е нидерландска писателка, известна с исторически романи за възрастни и деца.

## Биография
Симон Ван дер Влюхт (по баща Ватертор) е родена в Хорн. Започва да пише още в ранна възраст, дава първия си ръкопис на издател на 13-годишна възраст.
Първият ѝ публикуван роман („Амулета“, 1995, исторически роман „Преследване на вещица“), който е за деца, е написан по време на работата ѝ като секретарка в банка. Тя продължава да пише още 10 исторически романа за младежите.
През 2004 г. Симон пише първия си роман за възрастни „Събирането“, който е психологически трилър. Това е последвано от още 6 самостоятелни романа. През 2012 г. тя започва серия от детективски истории с участието на Лоис Елзинха, базирана в Алкмаар.
Няколко от нейните криминални романи са публикувани на английски език. На български език не е издавана.
Симон живее със съпруга си и двете си деца в Алкмаар.

### Криминални трилъри
- 2004 г. „Събирането“(на нидерландски: De Reünie)преведена на английски език 2009 г.
- 2005 г. „Сестра в сянка“ (на нидерландски: Schaduwzuster) проведена на английски език 2011 г.
- 2007 г. „Последната Жертва“ (на нидерландски: Het laatste offer)
- 2008 г. „Синя Вода“ (на нидерландски: Blauw water) преведена на английски език 2013 г.
- 2009 г. „Есенна песен“ (на нидерландски: Herfstlied)
- 2010 г. „Посред бял ден“ (на нидерландски: Op klaarlichte dag)
- 2011 г. „В моите Мечта“ (на нидерландски: In mijn dromen)

### Лоис Елзинха серия детектив
1. 2012 г. „Не казва на никого“ (на нидерландски: Aan Niemand vertellen)
2. 2013 г. „Утре ще се върна вкъщи“ (на нидерландски: Morgen ben ik weer thuis)
3. 2014 г. „Не питай защо“ (на нидерландски: Vraag niet waarom)

### Исторически романи
- 2009 г. „Якоба, дъщеря на Холандия“(на нидерландски: Jacoba, dochter van Holland)
- 2012 г. „Червен сняг през декември“ (на нидерландски: Rode sneeuw in december)